# Ligat ha'Al 2000-2001 (pallacanestro)
La Ligat ha'Al 2000-2001 è stata la 47ª edizione del massimo campionato israeliano di pallacanestro maschile. La vittoria finale è stata ad appannaggio del Maccabi Tel Aviv.

## Regular season

### Gruppo A
|  |    | Squadra            | G  | V  | P  | PF   | PS   | PF/PS | Pt | Qualificazione                  |
|  | -- | ------------------ | -- | -- | -- | ---- | ---- | ----- | -- | ------------------------------- |
|  | 1. | Maccabi Tel Aviv   | 14 | 12 | 2  | 1375 | 1093 | +282  | 26 | gruppo playoffs                 |
|  | 2. | Ironi Ramat Gan    | 14 | 11 | 3  | 1200 | 1115 | +85   | 25 | gruppo playoffs                 |
|  | 3. | Maccabi Haifa      | 14 | 9  | 5  | 1201 | 1153 | +48   | 23 | gruppo playoffs                 |
|  | 4. | Elitzur Kiryat Ata | 14 | 7  | 7  | 1165 | 1136 | +29   | 21 | gruppo playoffs                 |
|  | 5. | Bnei Herzliya      | 14 | 6  | 8  | 1099 | 1097 | +2    | 20 | gruppo promozione/retrocessione |
|  | 6. | Ironi Ashkelon     | 14 | 6  | 8  | 1175 | 1201 | -26   | 20 | gruppo promozione/retrocessione |
|  | 7. | Hapoel Haifa       | 14 | 5  | 9  | 1048 | 1149 | -101  | 19 | gruppo promozione/retrocessione |
|  | 8. | Maccabi Karmiel    | 14 | 0  | 14 | 1048 | 1367 | -319  | 14 | gruppo promozione/retrocessione |

### Gruppo B
|  |    | Squadra               | G  | V  | P  | PF   | PS   | PF/PS | Pt | Qualificazione                  |
|  | -- | --------------------- | -- | -- | -- | ---- | ---- | ----- | -- | ------------------------------- |
|  | 1. | Hapoel Galil Elyon    | 14 | 13 | 1  | 1250 | 1095 | +155  | 27 | gruppo playoffs                 |
|  | 2. | Hapoel Gerusalemme    | 14 | 10 | 4  | 1257 | 1129 | +128  | 24 | gruppo playoffs                 |
|  | 3. | Maccabi Rishon LeZion | 14 | 7  | 7  | 1120 | 1128 | -8    | 21 | gruppo playoffs                 |
|  | 4. | Maccabi Ra'anana      | 14 | 7  | 7  | 1072 | 1045 | +27   | 21 | gruppo playoffs                 |
|  | 5. | Maccabi Giv'at Shmuel | 14 | 7  | 7  | 1213 | 1136 | +77   | 21 | gruppo promozione/retrocessione |
|  | 6. | Hapoel Holon          | 14 | 6  | 8  | 1086 | 1213 | -127  | 20 | gruppo promozione/retrocessione |
|  | 7. | Maccabi Hadera        | 14 | 4  | 10 | 1108 | 1228 | -120  | 18 | gruppo promozione/retrocessione |
|  | 8. | Hapoel Tzfat          | 14 | 2  | 12 | 1188 | 1320 | -132  | 16 | gruppo promozione/retrocessione |

## Seconda fase

### Gruppo Play-off
|  |    | Squadra               | G  | V  | P  | PF   | PS   | PF/PS | Pt | Qualificazione |
|  | -- | --------------------- | -- | -- | -- | ---- | ---- | ----- | -- | -------------- |
|  | 1. | Maccabi Tel Aviv      | 28 | 24 | 4  | 2619 | 2152 | +467  | 52 | playoffs       |
|  | 2. | Hapoel Galil Elyon    | 28 | 21 | 7  | 2398 | 2171 | +227  | 49 | playoffs       |
|  | 3. | Hapoel Gerusalemme    | 28 | 18 | 10 | 2363 | 2186 | +177  | 46 | playoffs       |
|  | 4. | Maccabi Haifa         | 28 | 17 | 11 | 2273 | 2257 | +16   | 45 | playoffs       |
|  | 5. | Maccabi Ra'anana      | 28 | 17 | 11 | 2152 | 2080 | +72   | 45 |                |
|  | 6. | Ironi Ramat Gan       | 28 | 17 | 11 | 2349 | 2265 | +84   | 45 |                |
|  | 7. | Elitzur Kiryat Ata    | 28 | 9  | 19 | 2212 | 2336 | -124  | 37 |                |
|  | 8. | Maccabi Rishon LeZion | 28 | 9  | 19 | 2158 | 2331 | -173  | 37 |                |

### Gruppo retrocessione/promozione
|  |    | Squadra               | G  | V  | P  | PF   | PS   | PF/PS | Pt | Qualificazione            |
|  | -- | --------------------- | -- | -- | -- | ---- | ---- | ----- | -- | ------------------------- |
|  | 1. | Maccabi Giv'at Shmuel | 28 | 18 | 10 | 2494 | 2294 | +200  | 46 |                           |
|  | 2. | Ironi Ashkelon        | 28 | 16 | 12 | 2467 | 2425 | +42   | 44 | retrocessi in Liga Leumit |
|  | 3. | Bnei Herzliya         | 28 | 14 | 14 | 2238 | 2252 | -14   | 42 |                           |
|  | 4. | Maccabi Hadera        | 28 | 11 | 17 | 2371 | 2531 | -160  | 39 | retrocessi in Liga Leumit |
|  | 5. | Hapoel Haifa          | 28 | 11 | 17 | 2252 | 2375 | -123  | 39 | retrocessi in Liga Leumit |
|  | 6. | Hapoel Holon          | 28 | 11 | 17 | 2303 | 2441 | -138  | 39 | retrocessi in Liga Leumit |
|  | 7. | Hapoel Tzfat          | 28 | 10 | 18 | 2585 | 2650 | -65   | 38 | retrocessi in Liga Leumit |
|  | 8. | Maccabi Karmiel       | 28 | 1  | 27 | 2181 | 2669 | -488  | 29 | retrocessi in Liga Leumit |

## Playoffs
|  | Semifinali       | Semifinali       | Semifinali       | Semifinali       | Semifinali | Semifinali | Semifinali |  |  | Finale           | Finale           | Finale           | Finale           | Finale | Finale | Finale |  |
|  |                  |                  |                  |                  |            |            |            |  |  |                  |                  |                  |                  |        |        |        |  |
|  | Maccabi Tel Aviv | Maccabi Tel Aviv | Maccabi Tel Aviv | Maccabi Tel Aviv | 88         | 105        | 115        |  |  |                  |                  |                  |                  |        |        |        |  |
|  | Maccabi Haifa    | Maccabi Haifa    | Maccabi Haifa    | Maccabi Haifa    | 67         | 73         | 87         |  |  | Maccabi Tel Aviv | Maccabi Tel Aviv | Maccabi Tel Aviv | Maccabi Tel Aviv | 92     | 113    | 100    |  |
|  | Hap. Galil Elyon | Hap. Galil Elyon | Hap. Galil Elyon | 80               | 82         | 82         | 77         |  |  | H. Gerusalemme   | H. Gerusalemme   | H. Gerusalemme   | H. Gerusalemme   | 70     | 75     | 92     |  |
|  | H. Gerusalemme   | H. Gerusalemme   | H. Gerusalemme   | 89               | 89         | 76         | 89         |  |  |                  |                  |                  |                  |        |        |        |  |